# Corgatha ancistrodes
Corgatha ancistrodes là một loài bướm đêm trong họ Erebidae.